# Mikhaïl Kalachnikov
Pour les articles homonymes, voir Kalachnikov.
Mikhaïl Timofeïevitch Kalachnikov (en russe : Михаил Тимофеевич Калашников), né le 10 novembre 1919 à Kouria, dans le gouvernement de l'Altaï (RSFS de Russie) et mort le 23 décembre 2013 à Ijevsk en Oudmourtie, à l'âge de 94 ans,, est un ingénieur et lieutenant-général russe, inventeur de l'AK-47, arme qui porte son nom.

## Biographie
Né en 1919 dans une famille paysanne koulak du village de Kouria (alors dans le gouvernement de l'Altaï, aujourd'hui dans le kraï de l'Altaï), il est 17e d'une fratrie de 19 enfants, dont huit ont survécu. En 1925, alors qu'il n'est âgé que de 6 ans, il contracte une forte fièvre et échappe de peu à la mort. Victime de la « dékoulakisation » organisée par Staline qui veut supprimer les Koulaks (jugés hostiles aux idéaux révolutionnaires), il connaît à l'âge de 11 ans la déportation dans l'oblast de Tomsk, en Sibérie avec toute sa famille. Il s'évade deux fois à l'âge de 15 et de 17 ans, puis travaille dans un dépôt du chemin de fer Turkestan-Sibérie.
En 1938, à l'âge de 19 ans, il fait son service militaire, suit à Kiev une école de conducteurs de chars et montre son intérêt en mettant au point des améliorations pour le Tokarev TT 33, la tourelle de char et un réservoir de moto. Devant cette aptitude, le maréchal Joukov l'envoie suivre un cours de mécanique spécialisée dans la construction de chars d'assaut.
En tant que conducteur de char, il est blessé grièvement pendant la guerre lors de la bataille de Briansk en 1941 lors de l'opération destinée à stopper la percée allemande vers Moscou. Il fait un long séjour à l'hôpital et durant sa convalescence, il se met à dessiner des modèles de pistolets car il avait été frappé par la supériorité technique de l'équipement des soldats de l'armée allemande. Il a l'idée de créer un fusil d'assaut petit, fiable et rapide et de le présenter au maréchal de l'artillerie Nikolaï Voronov. Ce dernier le soutient et le pousse à perfectionner son fusil-mitrailleur qui finalement sera retenu par l'État soviétique pour être produit à partir de 1947. Ce fusil est nommé Avtomat Kalachnikova 1947, le célèbre AK-47 (communément appelé « Kalachnikov » ou « Kalach »). Sa simplicité, sa légèreté et sa rusticité en font un succès mondial, qui aurait été produit à plus de cent millions d'unités, copies comprises. Cependant, la propriété intellectuelle étant collective en droit soviétique, le succès de l'invention n'a pas fait la richesse de l'inventeur, qui a gardé des revenus modestes.
Au total, Mikhaïl Kalachnikov a créé à peu près cent cinquante armes diverses. Il est, selon sa biographie, l'homme le plus décoré de la Russie (ordre de Lénine, prix Staline 1949, deux médailles étoilées de héros du travail socialiste). Il est fait docteur des sciences et techniques en 1971 et a fait déposer 35 brevets d'invention. Il a été fait général en 1994.
Il fut député au Soviet suprême sous Staline puis sous Khrouchtchev. Il vécut à Ijevsk dans l'Oural, où est installée l'usine d'armements Ijmach. Il a eu un fils, Viktor, qui travaille dans l'usine Ijmach.
Le fait que le fusil de Kalachnikov soit devenu le fusil d'assaut le plus populaire du monde lui a fait affirmer que : « Je suis fier de mon invention, mais je suis triste qu'elle soit utilisée par des terroristes » pendant une visite en Allemagne, ajoutant : « Je préférerais avoir inventé une machine que les gens peuvent utiliser et qui aiderait des fermiers dans leur travail… par exemple une tondeuse. »
Il a déclaré en 2009 que « ce n'est pas agréable de voir que toutes sortes de criminels tirent avec mes armes. »
Il meurt d'une ulcère gastro-duodénal le 23 décembre 2013 à l'âge de 94 ans.

## Galerie

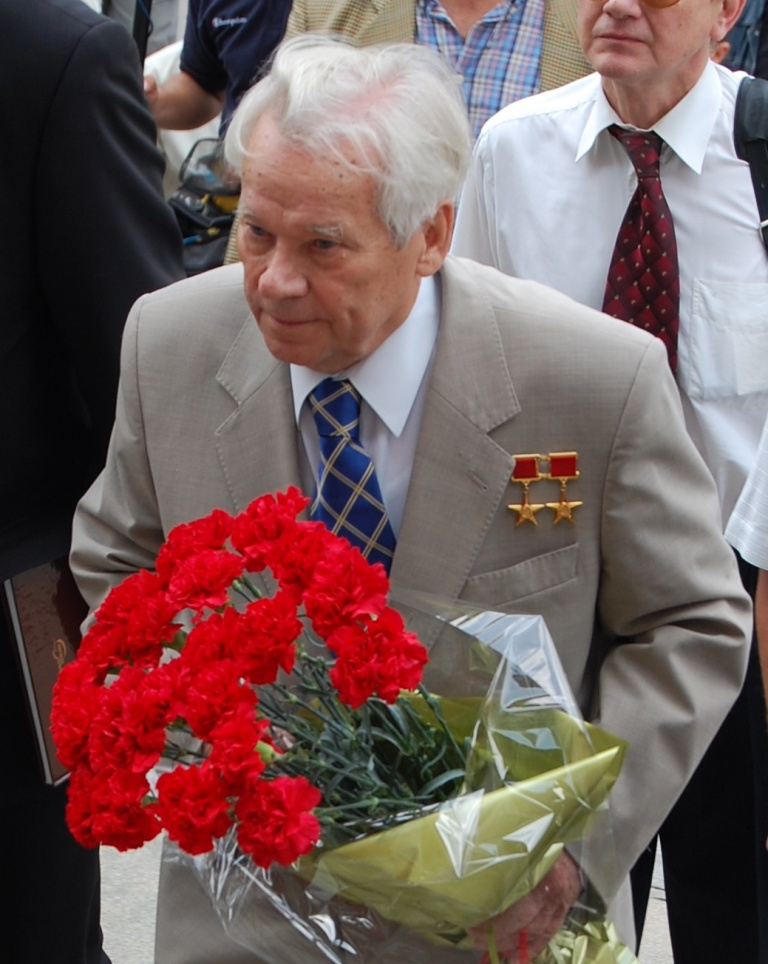
Mikhaïl Kalachnikov à Moscou en 2008.
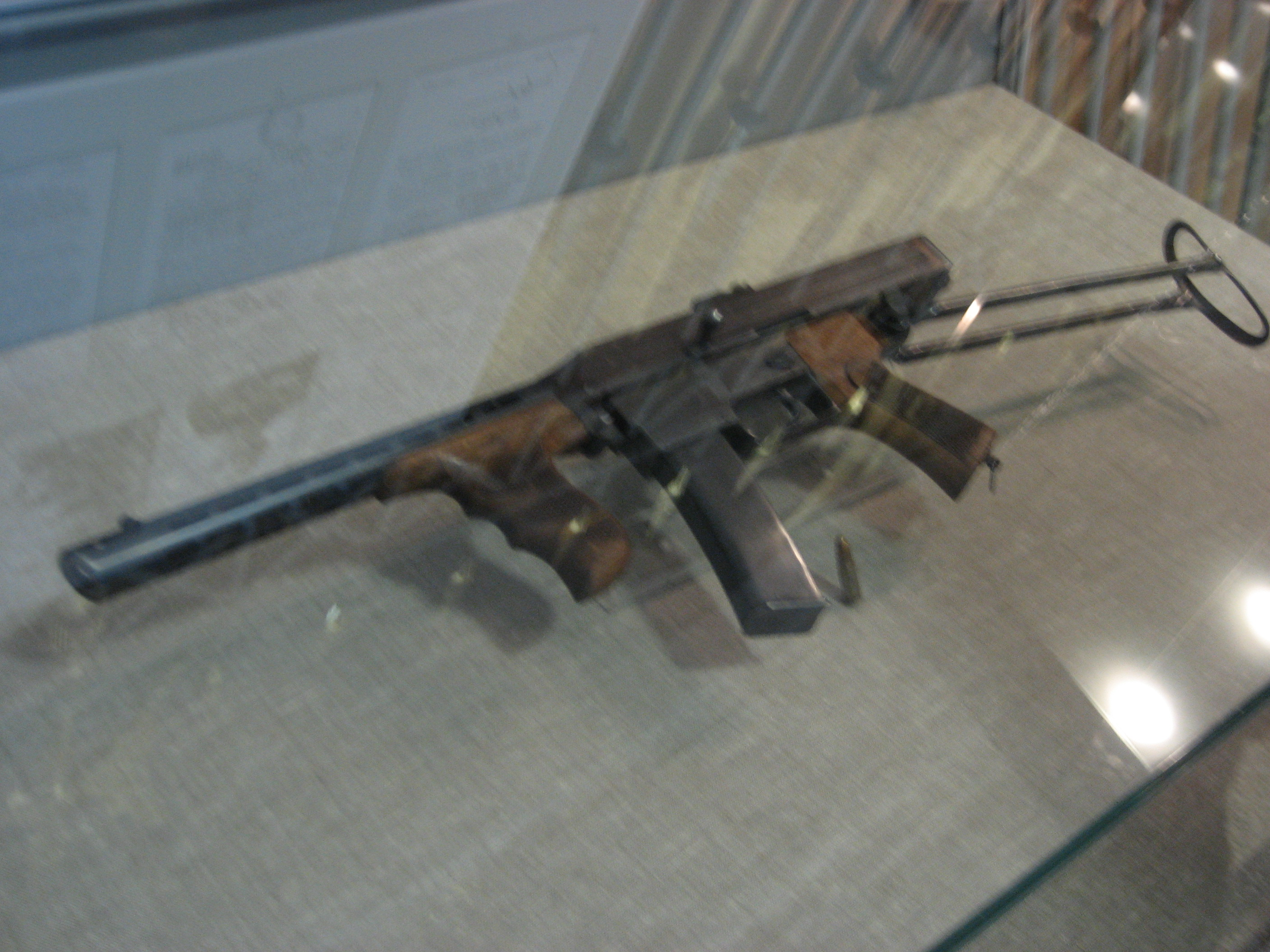
Le fusil original inventé par Mikhaïl Kalachnikov.
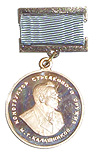
Médaille de Mikhaïl Kalachnikov attribuée par le ministère russe de l'Industrie et du Commerce, le 27 juin 2008.
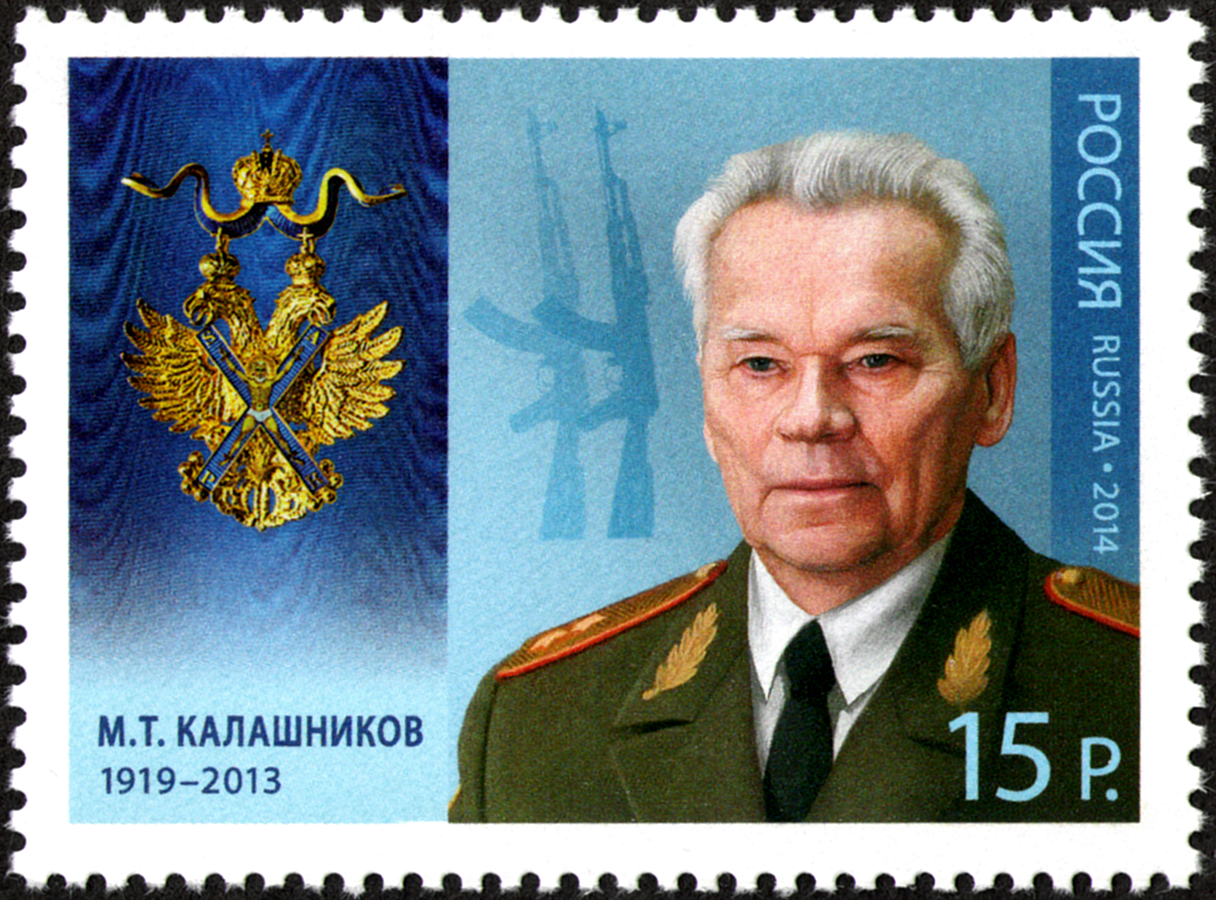
Mikhail Kalashnikov sur un timbre hommage de la poste russe de 2014.

## Citations
- « Le travail c’est toute ma vie, et ma vie c’est mon travail. J’ai inventé ce fusil d’assaut pour défendre mon pays. Aujourd’hui, je suis fier qu’il soit devenu pour beaucoup synonyme de liberté. »
- « Ce sont les Allemands qui sont coupables du fait que je suis devenu un fabricant d'armes. Sinon, j'aurais construit des machines agricoles. […] Si on me demande comment je peux dormir calmement sachant que mes armes ont tué des millions de gens, je réponds que je n'ai aucun problème de sommeil, ma conscience est nette. J'ai construit des armes pour défendre ma patrie. »
- « Je serai toujours prêt à serrer la main à quiconque concevra un fusil d'assaut meilleur que le mien. »
- « Quelque chose de complexe n'est pas utile et tout ce qui est utile est simple. Toute ma vie, ce fut ma devise. »

### Filmographie
- Kalachnikov (Калашников), film biographique russe de fiction sorti en 2020.